# 交響曲第17番 (モーツァルト)
交響曲第17番 ト長調 K. 129 は、ヴォルフガング・アマデウス・モーツァルトが作曲した交響曲。

## 概要
第16番ハ長調 K. 128と第18番ヘ長調 K. 130と同じ時期に作曲されたもので、1772年の5月に作曲されたものである。また楽器編成や楽章構成（イタリア式の3楽章制）も同一である。意欲的で大胆なムードも前作と対をなしている。

## 楽器編成
オーボエ2、ホルン2、弦楽

## 構成
全3楽章の構成で、演奏時間は約16分。
- 第1楽章 アレグロ
ト長調、4分の4拍子、ソナタ形式。

- 第2楽章 アンダンテ
ハ長調、4分の2拍子、ソナタ形式。
- 第3楽章 アレグロ
ト長調、8分の3拍子、ソナタ形式。
第3楽章の主題は、ディヴェルティメント第7番 ニ長調 K.205(167A)やピアノソナタ第18(17)番 ニ長調 K.576の旋律に似たもので、モーツァルトは第1楽章の主題に同じものを使用している。